# Spilosoma dentilinea
Spilosoma dentilinea là một loài bướm đêm thuộc phân họ Arctiinae, họ Erebidae.